# Persone di cognome Sacchi
| Questa pagina contiene informazioni ricavate automaticamente dalle voci biografiche con l'ausilio del template Bio e di un bot. L'aggiornamento è periodico e automatico e ricostruisce completamente la pagina. Se manca una persona in questa lista, sei pregato di non aggiungerla, ma accertati piuttosto che la sua voce biografica contenga il template Bio e che i dati anagrafici siano correttamente compilati. Se il template Bio manca, inseriscilo tu stesso o, in alternativa, metti l'avviso {{tmp\|Bio}} che ne segnala la mancanza. Se i dati riportati sono sbagliati, correggi direttamente la voce biografica; le modifiche saranno visibili in questa lista entro pochi giorni. Per chiarimenti vedi il progetto antroponimi. La lista contiene solo le 52 persone che sono citate nell'enciclopedia e per le quali è stato implementato correttamente il template Bio. Pagina aggiornata al 23 giu 2025. |

Questa è una lista di persone presenti nell'enciclopedia che hanno il cognome Sacchi, suddivise per attività principale.

## Allenatori di calcio(2)
- Arrigo Sacchi, allenatore di calcio, dirigente sportivo e opinionista italiano (Fusignano, n. 1946)
- Osvaldo Sacchi, allenatore di calcio e calciatore italiano (Napoli, n. 1900 - Napoli, † 1984)

## Anatomisti(1)
- Angelo Michele Sacchi, anatomista italiano (Bologna, n. 1538 - Bologna, † 1611)

## Arbitri di calcio(1)
- Juan Luca Sacchi, arbitro di calcio italiano (Treia, n. 1984)

## Architetti(1)
- Bruno Sacchi, architetto italiano (Mantova, n. 1931 - Firenze, † 2011)

## Arpiste(1)
- Floraleda Sacchi, arpista e compositrice italiana (Como, n. 1978)

## Attori(1)
- Robert Sacchi, attore italiano (Roma, n. 1932 - Los Angeles, † 2021)

## Attrici(2)
- Cecilia Sacchi, attrice italiana (Milano, n. 1938 - Milano, † 2010)
- Fabrizia Sacchi, attrice italiana (Napoli, n. 1971)

## Avvocati(1)
- Ettore Sacchi, avvocato e politico italiano (Cremona, n. 1851 - Roma, † 1924)

## Calciatori(6)
- Achille Sacchi, calciatore italiano (Milano, n. 1904 - Cologno Monzese, † 1990)
- Antonio Sacchi, calciatore italiano (Gorla Primo, n. 1911)
- Federico Sacchi, calciatore argentino (Rosario, n. 1936 - † 2023)
- Giovanni Sacchi, ex calciatore italiano (Milano, n. 1940)
- Maurizio Sacchi, ex calciatore italiano (Roma, n. 1962)
- Pietro Sacchi, calciatore italiano (Vicenza, n. 1892 - † 1918)

## Ciclisti su strada(1)
- Fabio Sacchi, ex ciclista su strada italiano (Milano, n. 1974)

## Compositori(2)
- Francesco Sacchi, compositore, arrangiatore e direttore di coro italiano (Lecco, n. 1937 - Carate Brianza, † 2016)
- Salvatore Sacchi, compositore italiano (Cerignola, n. 1572 - † 1622)

## Designer(1)
- Giovanni Sacchi, designer e progettista italiano (Sesto San Giovanni, n. 1913 - Sesto San Giovanni, † 2005)

## Disc jockey(1)
- Lele Sacchi, disc jockey, produttore discografico e conduttore radiofonico italiano

## Educatori(1)
- Giuseppe Sacchi, educatore, pedagogista e giurista italiano (Milano, n. 1804 - Milano, † 1891)

## Fotografi(1)
- Luigi Sacchi, fotografo italiano (Milano, n. 1805 - Milano, † 1861)

## Francescani(1)
- Gandolfo Sacchi, francescano italiano (Binasco - Polizzi Generosa, † 1260)

## Giornalisti(2)
- Defendente Sacchi, giornalista, filosofo e scrittore italiano (Siziano, n. 1796 - Milano, † 1840)
- Filippo Sacchi, giornalista, scrittore e critico cinematografico italiano (Vicenza, n. 1887 - Pietrasanta, † 1971)

## Ingegneri(1)
- Carlo Alberto Sacchi, ingegnere italiano (Voghera, n. 1937 - † 1989)

## Magistrati(1)
- Vittorio Sacchi, magistrato, prefetto e politico italiano (Alessandria, n. 1814 - Castelceriolo, † 1899)

## Medici(1)
- Achille Sacchi, medico e patriota italiano (Mantova, n. 1827 - Mantova, † 1890)

## Mezzosoprani(1)
- Marietta Sacchi, mezzosoprano italiano

## Militari(2)
- Gaetano Sacchi, militare e patriota italiano (Pavia, n. 1824 - Roma, † 1886)
- Paolo Sacchi, militare italiano (Voghera, n. 1807 - Torino, † 1884)

## Nuotatori(2)
- Luca Sacchi, ex nuotatore e commentatore televisivo italiano (Milano, n. 1968)
- Massimo Sacchi, ex nuotatore italiano (Milano, n. 1950)

## Nuotatrici(1)
- Mara Sacchi, ex nuotatrice italiana (Milano, n. 1948)

## Partigiane(1)
- Velia Sacchi, partigiana e giornalista italiana (Bergamo, n. 1921 - Roma, † 2015)

## Pistard(1)
- Enzo Sacchi, pistard e ciclista su strada italiano (Firenze, n. 1926 - Firenze, † 1988)

## Pittori(5)
- Andrea Sacchi, pittore italiano (Roma, n. 1599 - Roma, † 1661)
- Bortolo Sacchi, pittore italiano (Venezia, n. 1892 - Bassano del Grappa, † 1978)
- Carlo Sacchi, pittore italiano (n. 1617 - † 1706)
- Gaspare Sacchi, pittore italiano (Imola)
- Pier Francesco Sacchi, pittore italiano (Pavia, n. 1485 - Genova, † 1528)

## Registi(1)
- Giuseppe Sacchi, regista e produttore televisivo italiano (Como, n. 1932)

## Religiosi(1)
- Giovenale Sacchi, religioso e musicologo italiano (Milano, n. 1726 - Milano, † 1789)

## Saggiste(1)
- Beatrice Sacchi, saggista, pubblicista e attivista italiana (Mantova, n. 1878 - Torino, † 1931)

## Scienziati(1)
- Maurizio Sacchi, scienziato e esploratore italiano (Sampierdarena, n. 1864 - regione del Lago Margherita, † 1897)

## Sindacalisti(1)
- Giuseppe Sacchi, sindacalista, politico e partigiano italiano (Robbiano di Mediglia, n. 1917 - Milano, † 2016)

## Tiratori a segno(1)
- Renato Sacchi, tiratore a segno italiano (Milano, n. 1928 - Milano, † 2020)

## Umanisti(1)
- Bartolomeo Sacchi, umanista e gastronomo italiano (Piadena, n. 1421 - Roma, † 1481)

## Vescovi cattolici(3)
- Gianni Sacchi, vescovo cattolico italiano (Trivero, n. 1960)
- Giulio Sacchi, vescovo cattolico italiano (Fiumefreddo Bruzio, n. 1675 - † 1738)
- Marcello Sacchi, vescovo cattolico italiano (Motta Santa Lucia, n. 1683 - San Marco Argentano, † 1746)